# Eppan
Eppan an der Weinstraße ([ˈɛpan]; italienisch Appiano sulla Strada del Vino) ist eine italienische Großgemeinde mit 15.002 Einwohnern (Stand 31. Dezember 2023) in Südtirol. Eppan ist die sechstgrößte Gemeinde Südtirols und von der Einwohnerzahl her mit einer Kleinstadt vergleichbar.
Eppan liegt an der Südtiroler Weinstraße im Überetsch südwestlich von Bozen.

## Geographie

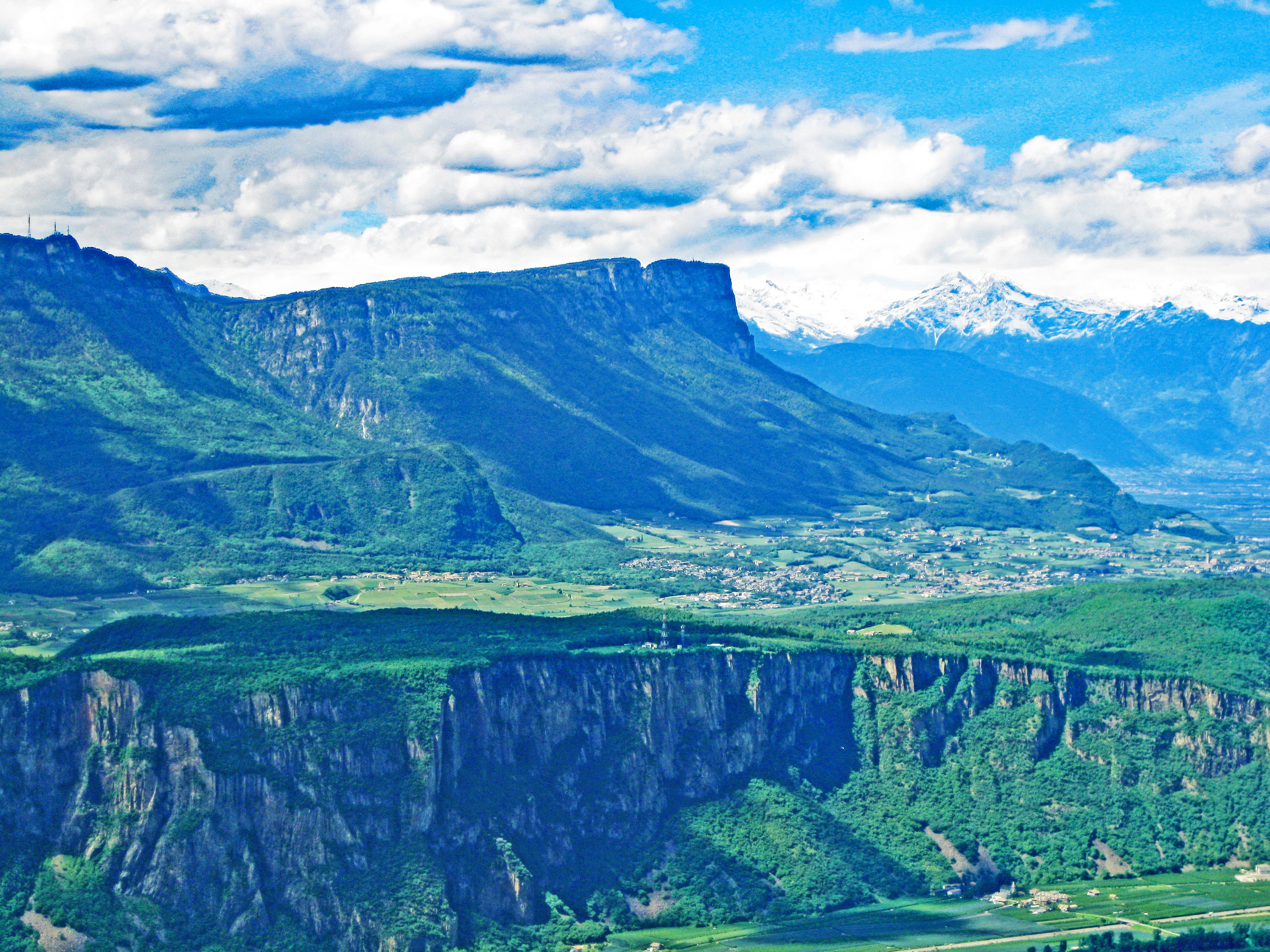
Das Gebiet von Eppan von Südosten aus gesehen: der das Landschaftsbild beherrschende Gantkofel, rechts unterhalb die im Überetsch verstreuten Dörfer von Eppan, im Vordergrund der Abbruch des Mitterbergs zum Talboden der Etsch

Die Gemeinde Eppan liegt im Süden Südtirols wenige Kilometer südwestlich der Landeshauptstadt Bozen. Die 59,69 km² große Gesamtfläche umfasst die nördliche Hälfte des Überetsch – einer orografisch rechts über dem Talboden der Etsch erhöhten Hügellandschaft, in der sich die Siedlungszentren der Gemeinde befinden – sowie einen Abschnitt des westlich davon aufragenden Mendelkamms und kleine Teile der Sohle des Etschtals.
Die Gemeinde besteht aus mehreren Dörfern (auch Fraktionen), die in der Überetscher Landschaft verteilt sind. Der Hauptort Eppans ist St. Michael (auch selbst Eppan genannt, 360–470 m s.l.m.). Direkt südlich von St. Michael, nahe der Grenze zur Überetscher Nachbargemeinde Kaltern, befindet sich die junge Ortschaft Gand (405–520 m), westlich oberhalb des Hauptortes die Streusiedlung Berg. Nördlich von St. Michael liegen die Dörfer St. Pauls (380–460 m) und Missian (350–400 m). Im Nordwesten der Gemeinde befinden sich, schon deutlich höher in Mittelgebirgslagen, Perdonig (750–800 m) und – knapp vor der Gemeindegrenze zu Nals – Gaid (810–1000 m). Im Westen überragt werden diese Dörfer von den in der Höhe zunehmend steiler werdenden Hängen des Mendelkamms (Teil der Nonsberggruppe), der die Grenze zum Trentino trägt und die Landschaft über Eppan mit dem Gantkofel (1866 m) und dem Penegal (1737 m) beherrscht.
Im Osten orientiert sich die Gemeindegrenze zu Pfatten und Bozen hin überwiegend am Höhenzug des Mitterbergs, der dort das Überetsch in Nord-Süd-Richtung von der Sohle des Etschtals bzw. dem Unterland trennt. In dieser Gegend befinden sich Montiggl (480–510 m) mit dem Kleinen (514 m) und dem Großen Montiggler See (492 m) – im äußersten Südosten des Gemeindegebiets noch direkt in die sanften Erhebungen des Mitterbergs eingebettet – und etwas weiter nördlich, wo der Mitterberg kaum mehr hervortritt, Girlan (430–450 m). Zwei der Eppaner Fraktionen liegen zudem am nördlichen Hangfuß des Überetsch, schon in den Talboden der Etsch übergehend: Frangart (240–300 m) in direkter Nachbarschaft zur Stadt Bozen und – nahe der nördlichen Gemeindegrenze zu Andrian und Terlan – Unterrain (240–250 m).

## Geschichte

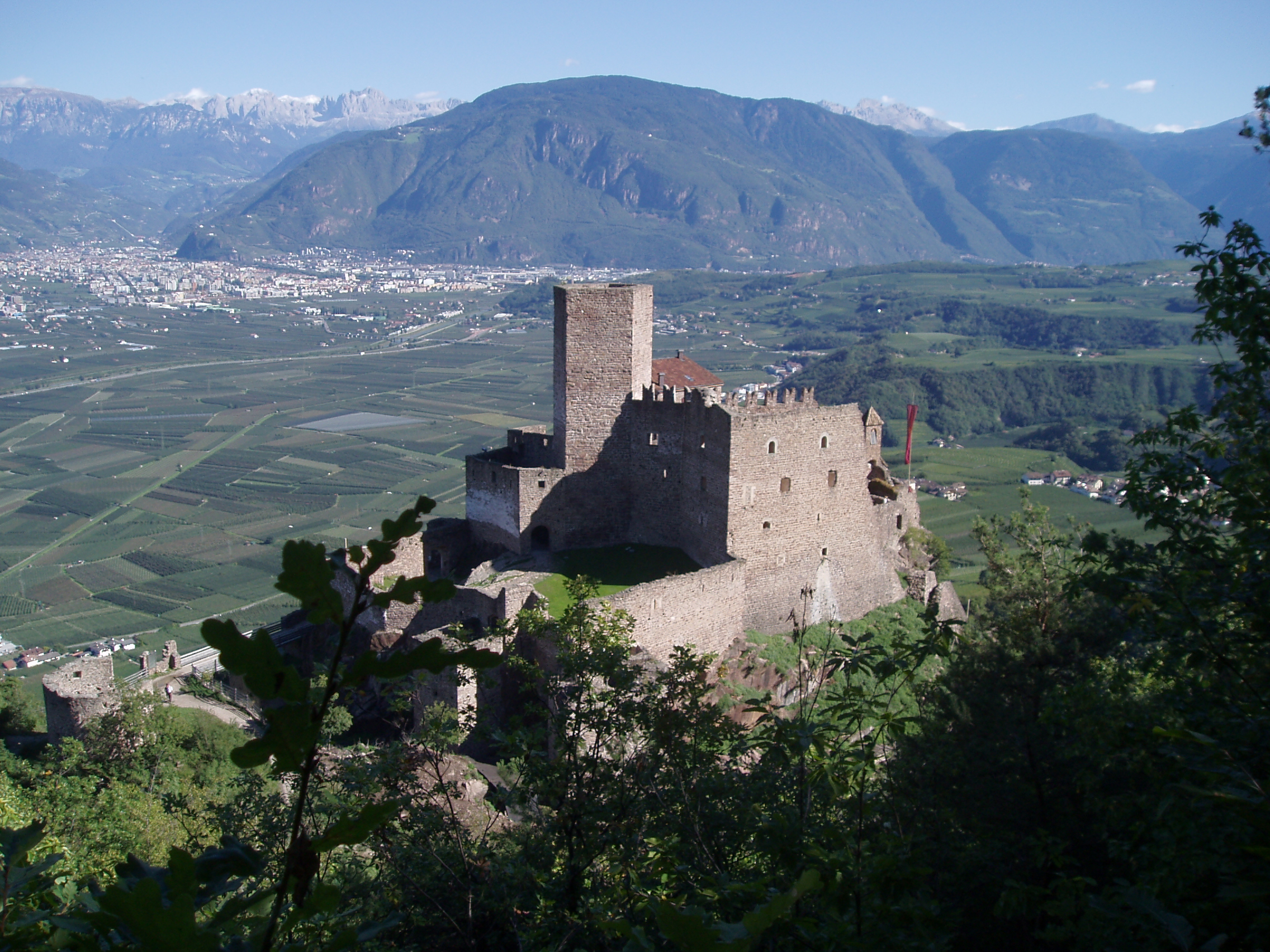
Burg Hocheppan, im Hintergrund Bozen

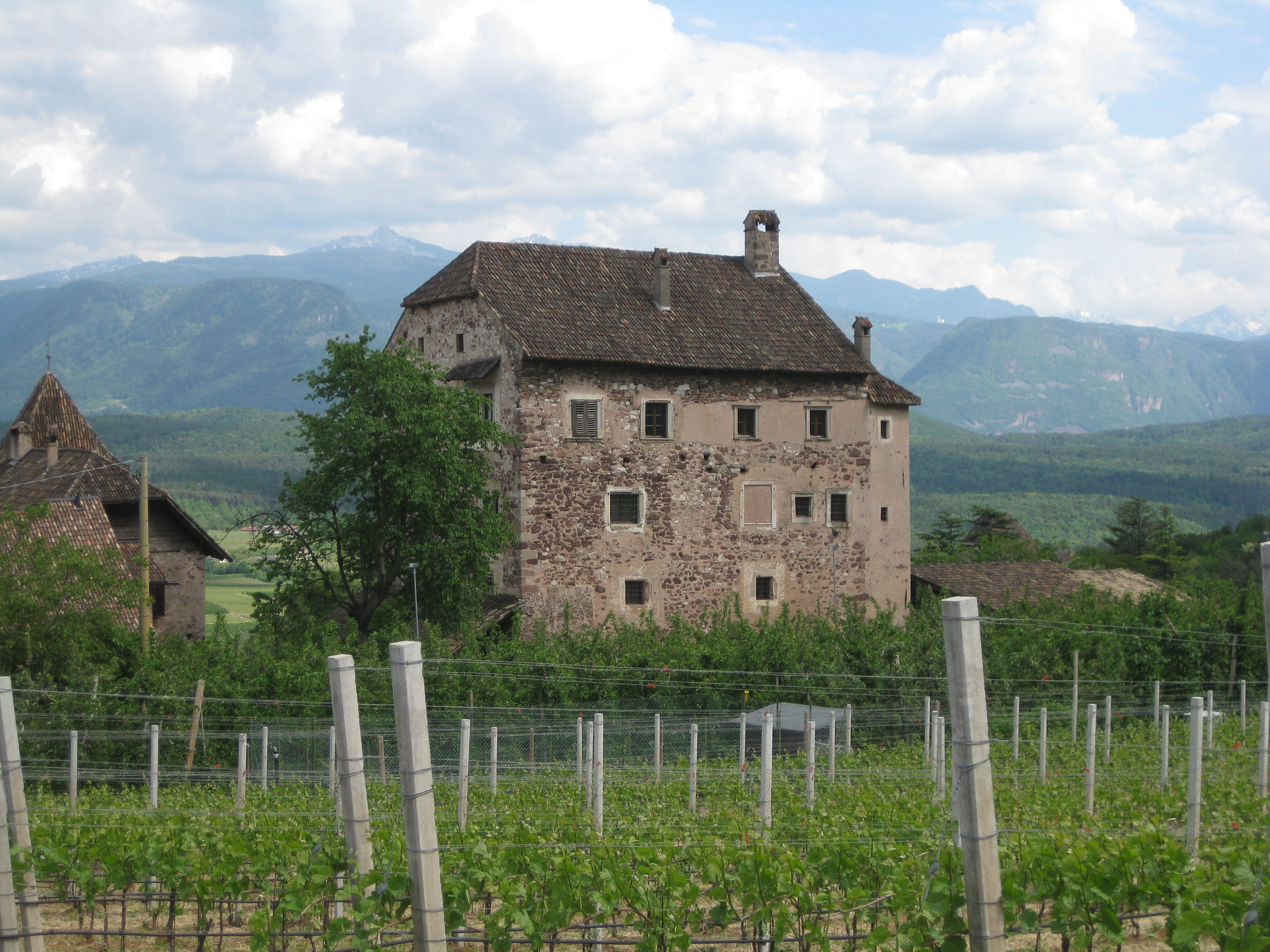
Ansitz Moos-Schulthaus (Museum für mittelalterliche Wohnkultur)

Funde von Steinkistengräbern mit Grabbeigaben, zahlreiche Wallburgen (beispielsweise in Perdonig) und eine spätbronzealterliche Siedlung (Fundstelle Gamberoni) weisen auf die frühe Besiedlung von Eppan hin.
2005 wurden in St. Pauls, einer Fraktion von Eppan, bei Bauarbeiten Reste einer römischen Villa mit Fußbodenmosaiken aus dem 4. Jahrhundert und einer Thermenanlage gefunden.
Die erstmalige Erwähnung des Ortsnamens findet sich gegen Ende des 8. Jahrhunderts bei Paulus Diaconus, der von der 590 erfolgten Zerstörung eines castrum Appianum durch die Franken berichtet. Dieses castrum wird von der jüngeren Forschung im Bereich von Altenburg-Wart (St. Pauls) verortet. Das Gebiet um Eppan gehörte damals zum langobardischen Herzogtum Trient. Der erste namentlich bekannte Bewohner Eppans ist der im Jahr 845 in einem Trienter Schiedsspruch mit dem Zusatz teutiscus (deutsch) urkundlich bezeugte Fritari de Apiano.
Im Hochmittelalter kämpften die Grafen von Eppan mit denen von Tirol um die Herrschaft über das heutige Südtirol. Die Burg Hocheppan mit den berühmten mittelalterlichen Fresken der Burgkapelle Hocheppan war das Zentrum ihrer Grafschaft. Heute ist die Burg ein Ausflugsort mit Gaststätte, zu der ein Fußpfad emporführt. Auch die Burg Boymont, die Altenburg und andere wurden von ihnen erbaut. Ministerialen der Eppaner Grafen errichteten sich kleinere Wohntürme in der Umgebung, darunter Schloss Korb und Schloss Englar.
Vom frühen Wohlstand der Gemeinde zeugt die 86 m hohe Pfarrkirche in St. Pauls, genannt „Dom auf dem Lande“. Sie wurde von 1460 bis 1647 erbaut. Der Kirchturm wurde im gotischen Stil begonnen, erhielt später aber einen barocken Zwiebelturm aufgesetzt. St. Pauls war das alte Zentrum der Gemeinde mit der nahe gelegenen Altenburg, die als Gerichtssitz diente. Im Jahr 1900 hatte Eppan 5408 Einwohner.

## Name
Der Name Eppan geht auf einen römischen Prädialnamen Appianum mit der Bedeutung „Landgut der Appius-Familie“ zurück. Seit 1971 trägt die Gemeinde den werblichen Zusatz „an der Weinstraße“ im amtlichen Namen.

## Politik

### Wappen

Durch die Gemeinde verwendete, einfachere Darstellung

| Wappen von Eppan | Blasonierung: „In Blau ein goldener halber Achtzackenstern, daran angeschlossen links eine goldene nach links offene Mondsichel.“                                                    |
| Wappen von Eppan | Wappenbegründung: Das Wappen zeigt das Wappen der Burg Hocheppan. Seit dem 11. Jahrhundert war die Burg im Besitz der Grafen von Eppan. Das Wappen wurde am 30. Juni 1967 verliehen. |

### Bürgermeister
Bürgermeister seit 1952:
- Friedrich Dellago: 1952–1977
- Erwin Walcher: 1977–1990
- Franz Lintner: 1990–2010
- Wilfried Trettl: 2010–2025
- Lorenz Ebner: seit 2025

### Parlamentswahlen
Bei den Wahlen zum italienischen Parlament gehört Eppan zum Kammerwahlkreis Bozen (ein nach der Gemeinde benannter Kammerwahlkreis Eppan bestand von 1993 bis 2005) bzw. zum Senatswahlkreis Bozen.

## Bevölkerung
Eppan ist gemäß den erhobenen Sprachgruppenzugehörigkeitserklärungen bzw. Sprachgruppenzuordnungserklärungen eine mehrheitlich deutschsprachige Gemeinde. Als Berechnungsgrundlage der folgenden Prozentwerte wurden die gültigen Erklärungen von Personen mit italienischer Staatsbürgerschaft herangezogen.
| Sprache     | 1981    | 1991    | 2001    | 2011    | 2024    |
| ----------- | ------- | ------- | ------- | ------- | ------- |
| Deutsch     | 88,72 % | 89,27 % | 87,16 % | 86,23 % | 84,17 % |
| Italienisch | 10,96 % | 10,23 % | 12,47 % | 13,29 % | 15,36 % |
| Ladinisch   | 0,33 %  | 0,50 %  | 0,37 %  | 0,48 %  | 0,47 %  |

## Sehenswürdigkeiten
Das Überetsch ist das burgenreichste Gebiet Europas. In der Region um Eppan finden sich über 200 kunsthistorische Baulichkeiten wie Burgen, Schlösser, Ansitze, Kirchen und Kapellen. Davon sind ca. 20 Burgen und Schlösser. Auch die Ortskerne bestehen aus zahlreichen historischen Gebäuden.

### Schlösser und Ansitze
- Burg Hocheppan mit der Burgkapelle Hocheppan
- Ansitz Moos-Schulthaus (Museum für mittelalterliche Wohnkultur)
- Schloss Boymont (Ruine)
- Schloss Englar (Pension)
- Schloss Korb (Luxushotel)
- Burg Warth (Ferienwohnungen)
- Schloss Freudenstein (Kongresszentrum)
- Schloss Sigmundskron (Messner-Museum, gehört zur Gemeinde Bozen)

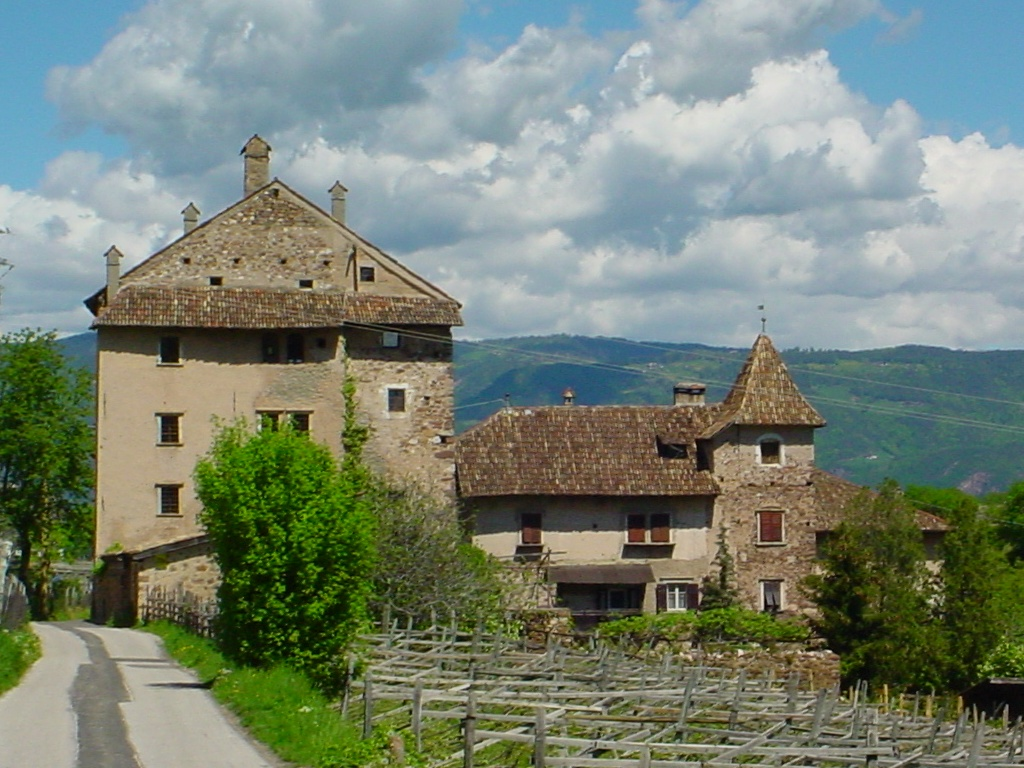
Ansitz Moos-Schulthaus
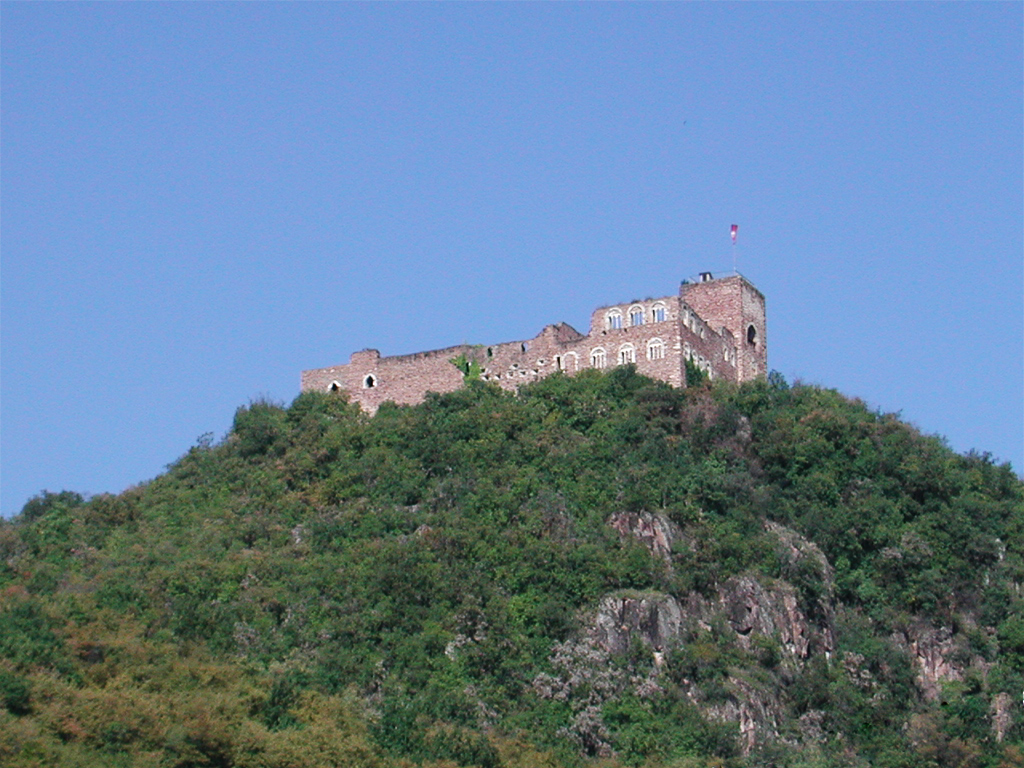
Burgruine Boymont
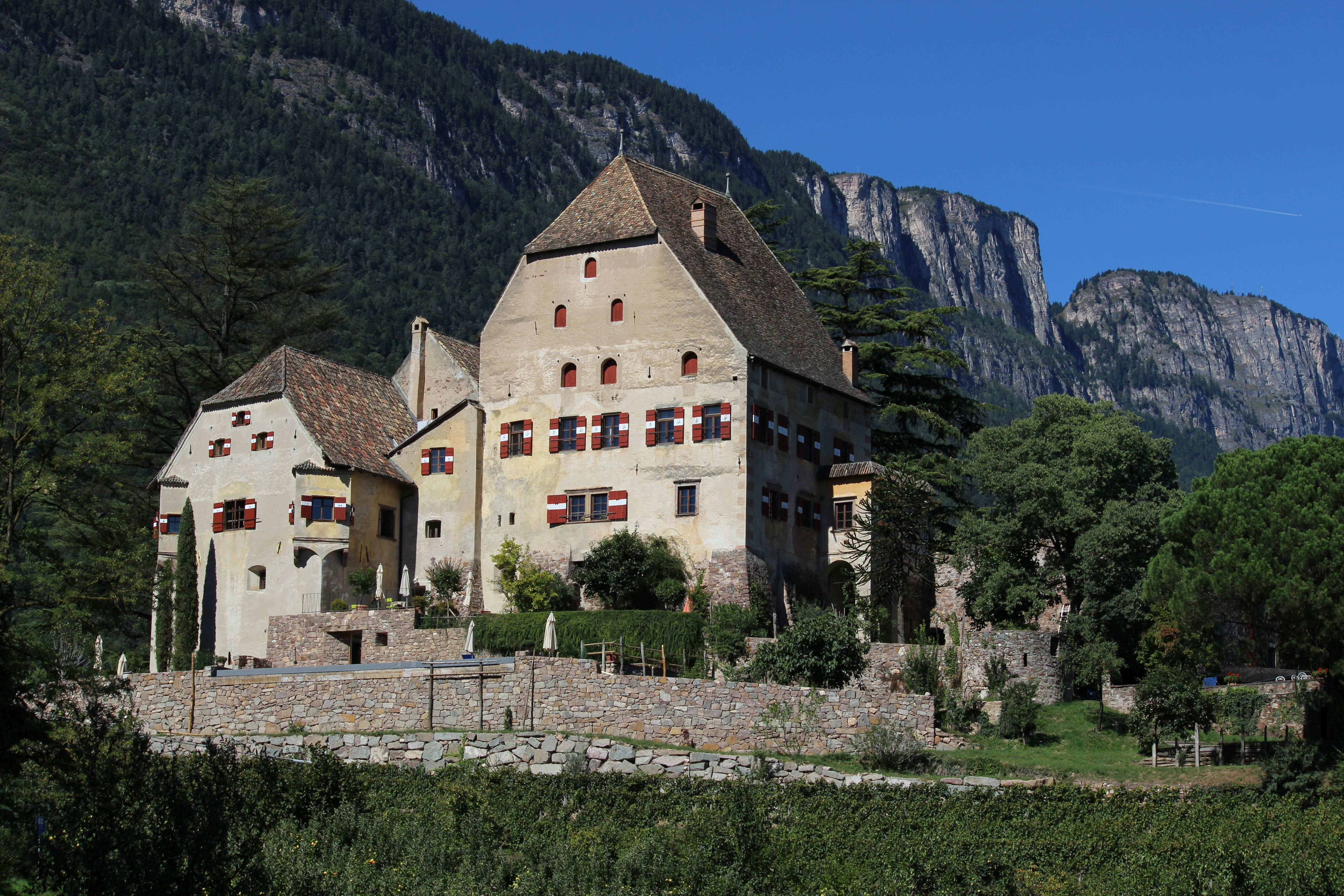
Schloss Englar
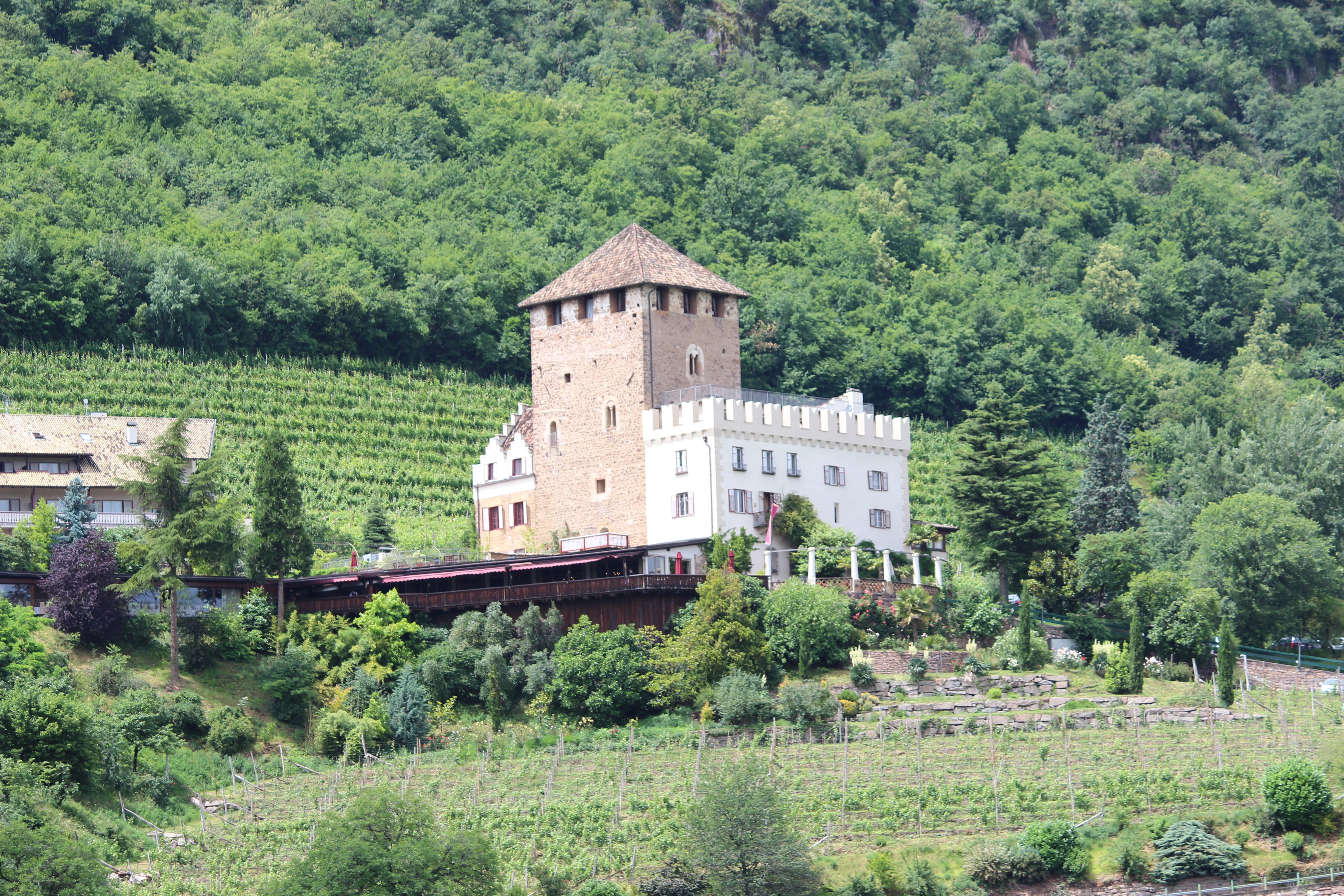
Schloss Korb
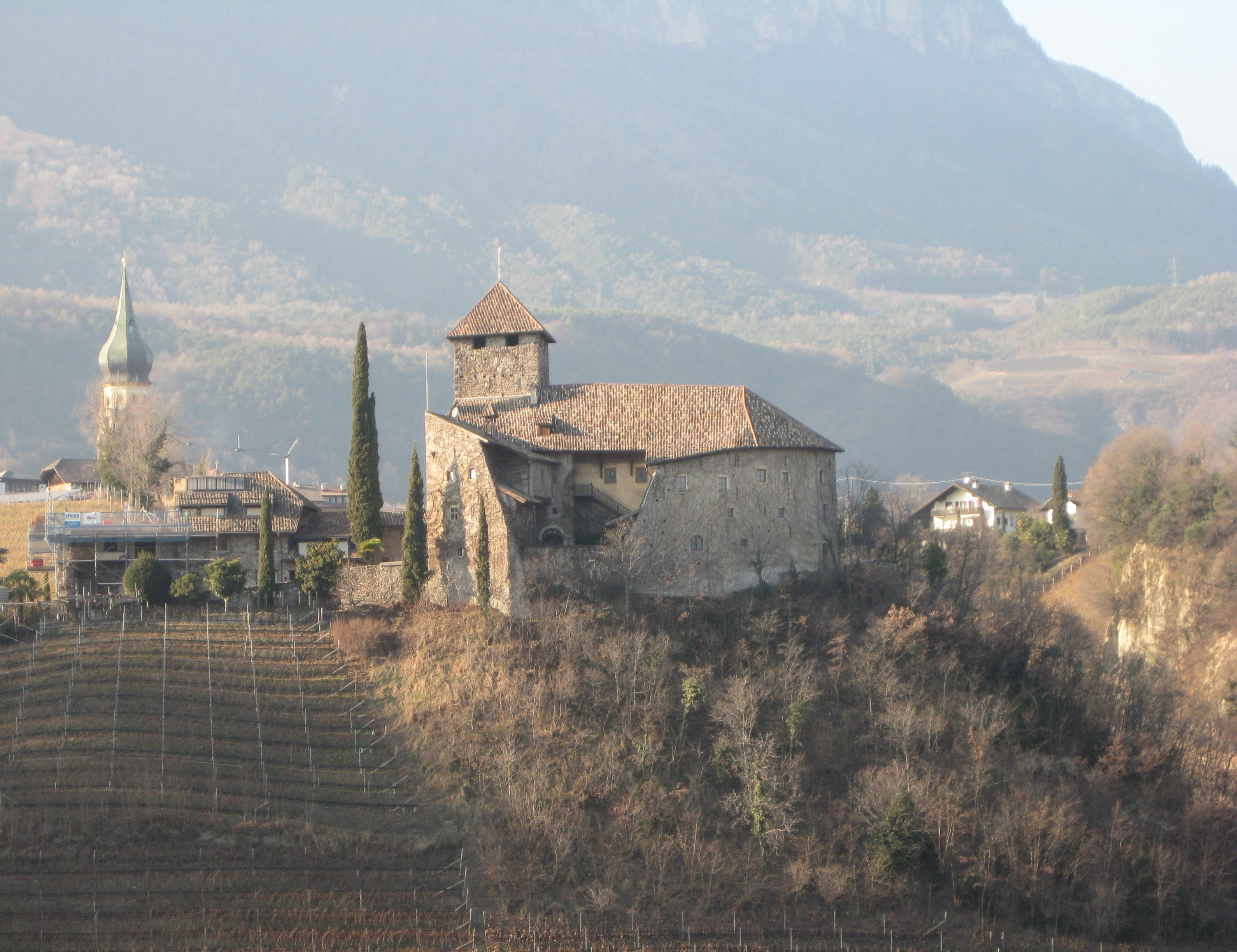
Burg Warth
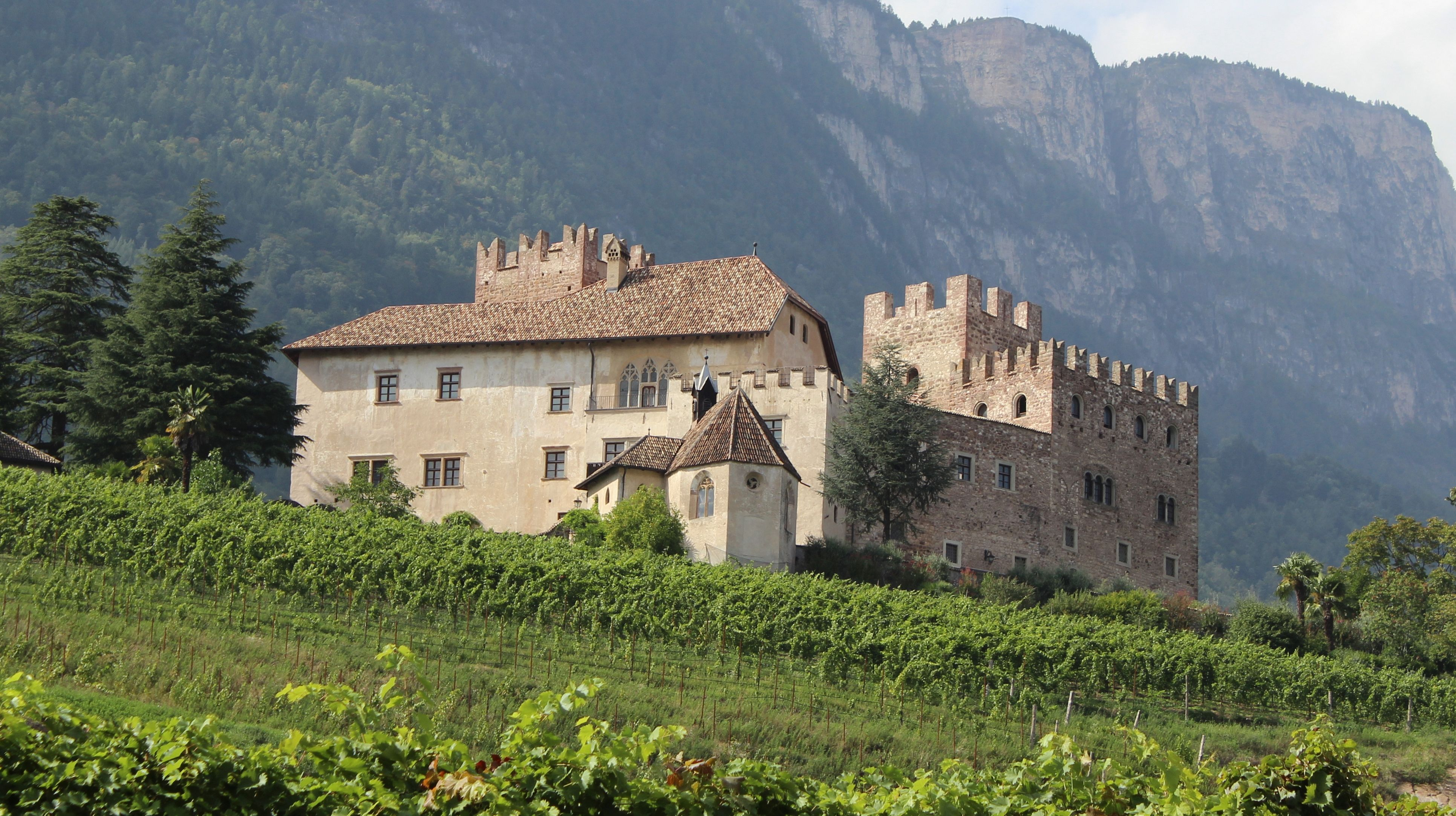
Schloss Freudenstein

### Kirchen
- Pfarrkirche St. Pauli Bekehrung in St. Pauls (auch „Dom auf dem Lande“)
- Dominikanerkirche zum Hl. Joseph in St. Michael
- St. Justina in der Fraktion Berg
- Pfarrkirche St. Vigilius und Ulrich in Perdonig
- Wallfahrtskirche Vierzehn Nothelfer in Gaid
- Heilige drei Könige in Montiggl
- Gleifkirche
- St. Nikolaus in Unterrain
- St. Apollonia in Missian
- Pfarrkirche St. Martin in Girlan
- Pfarrkirche St. Josef in Frangart
- St. Luzia mit Friedhof in St. Pauls
- Zisterzienserinnen-Abtei Mariengarten

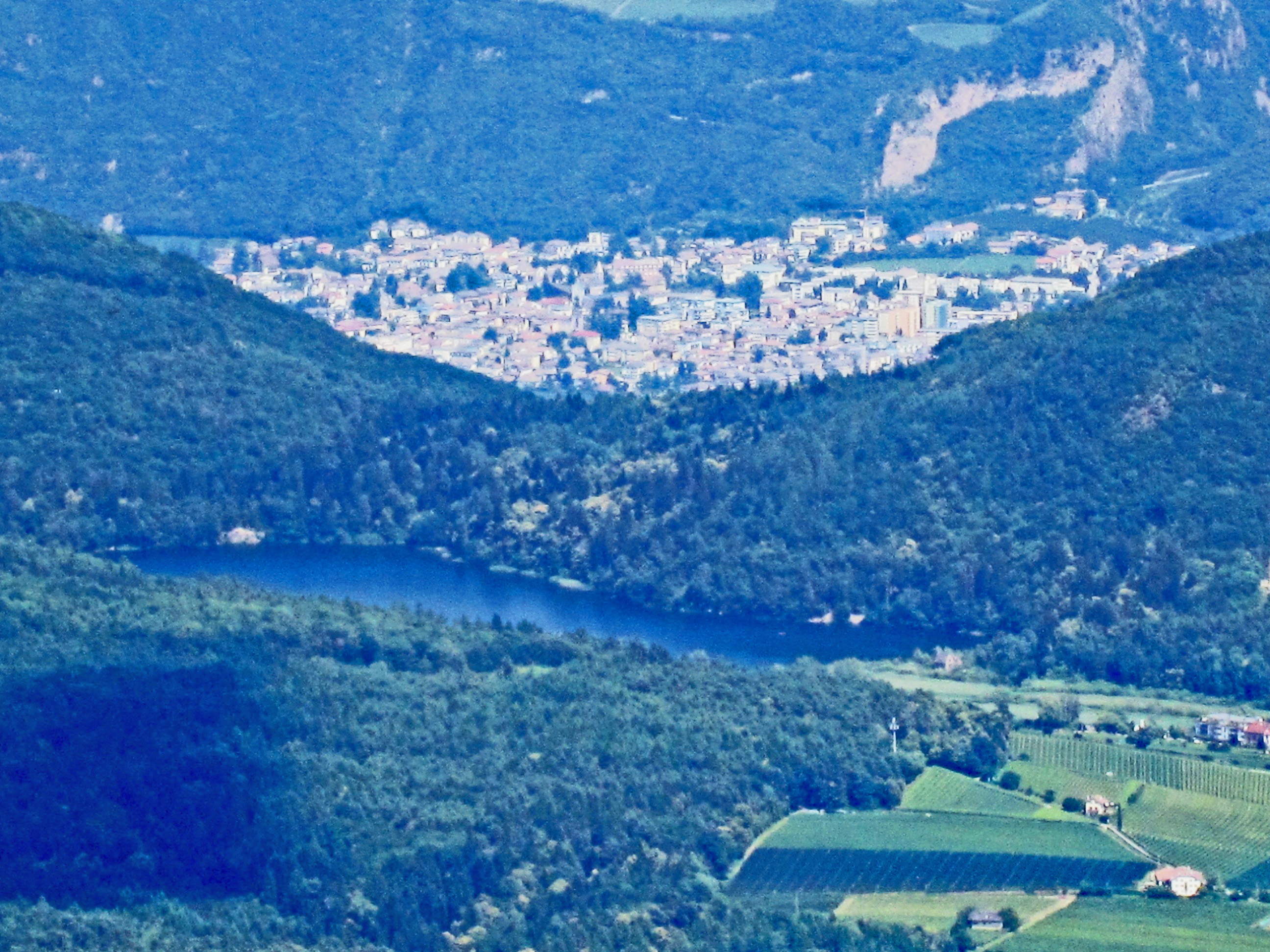
Großer Montiggler See vom Mendelpass aus; im Hintergrund Leifers

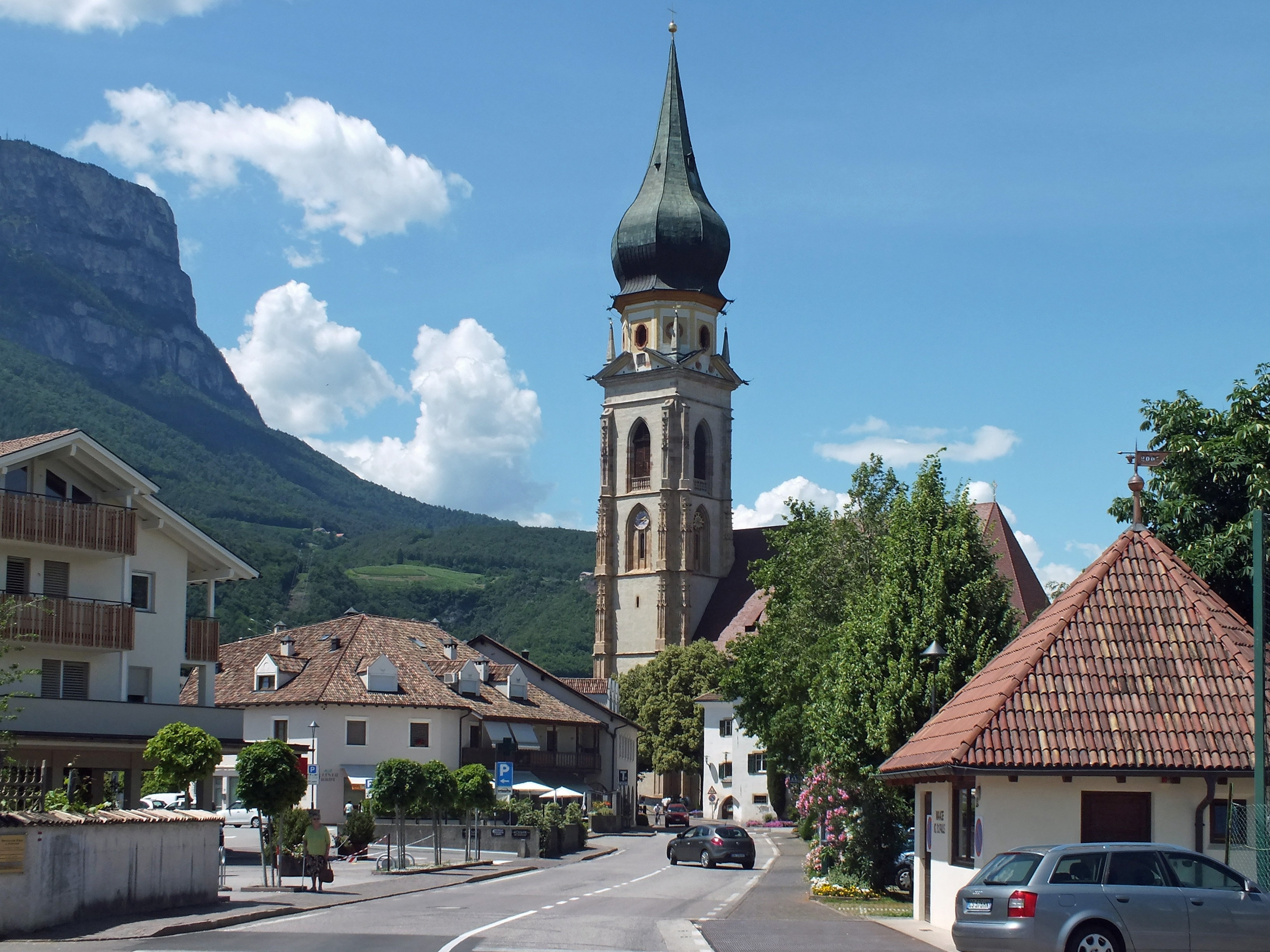
Pfarrkirche in St. Pauls
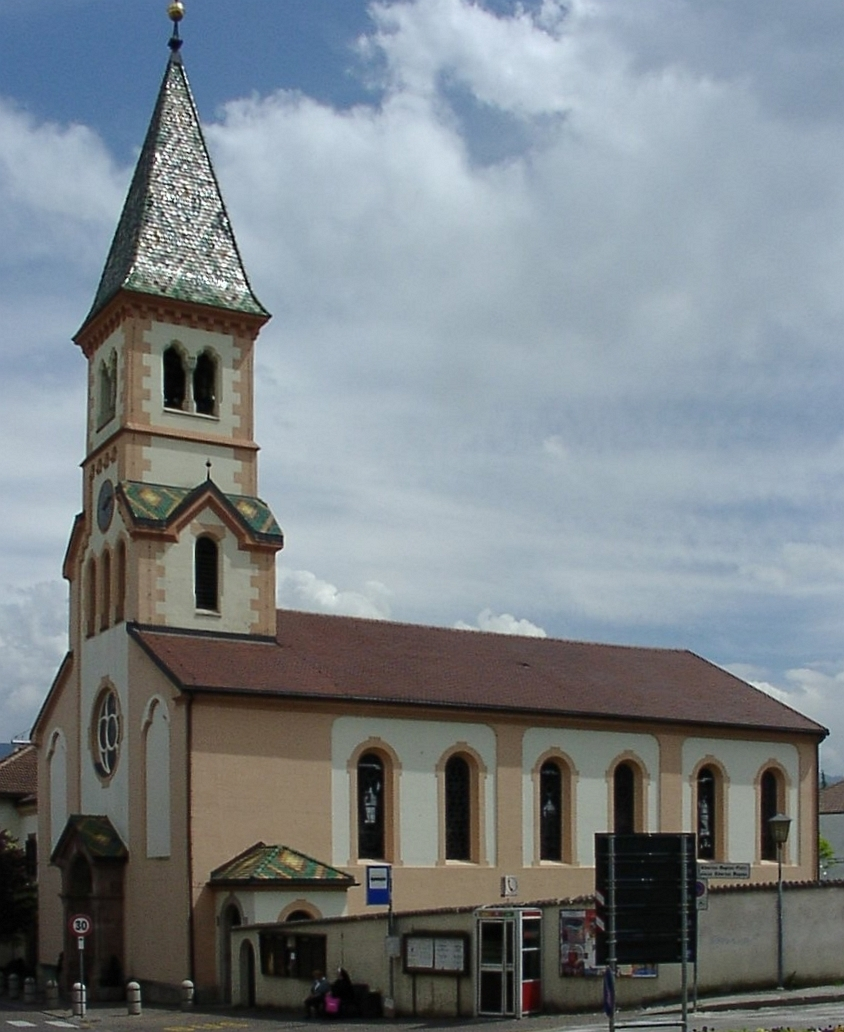
Hl. Joseph in St. Michael
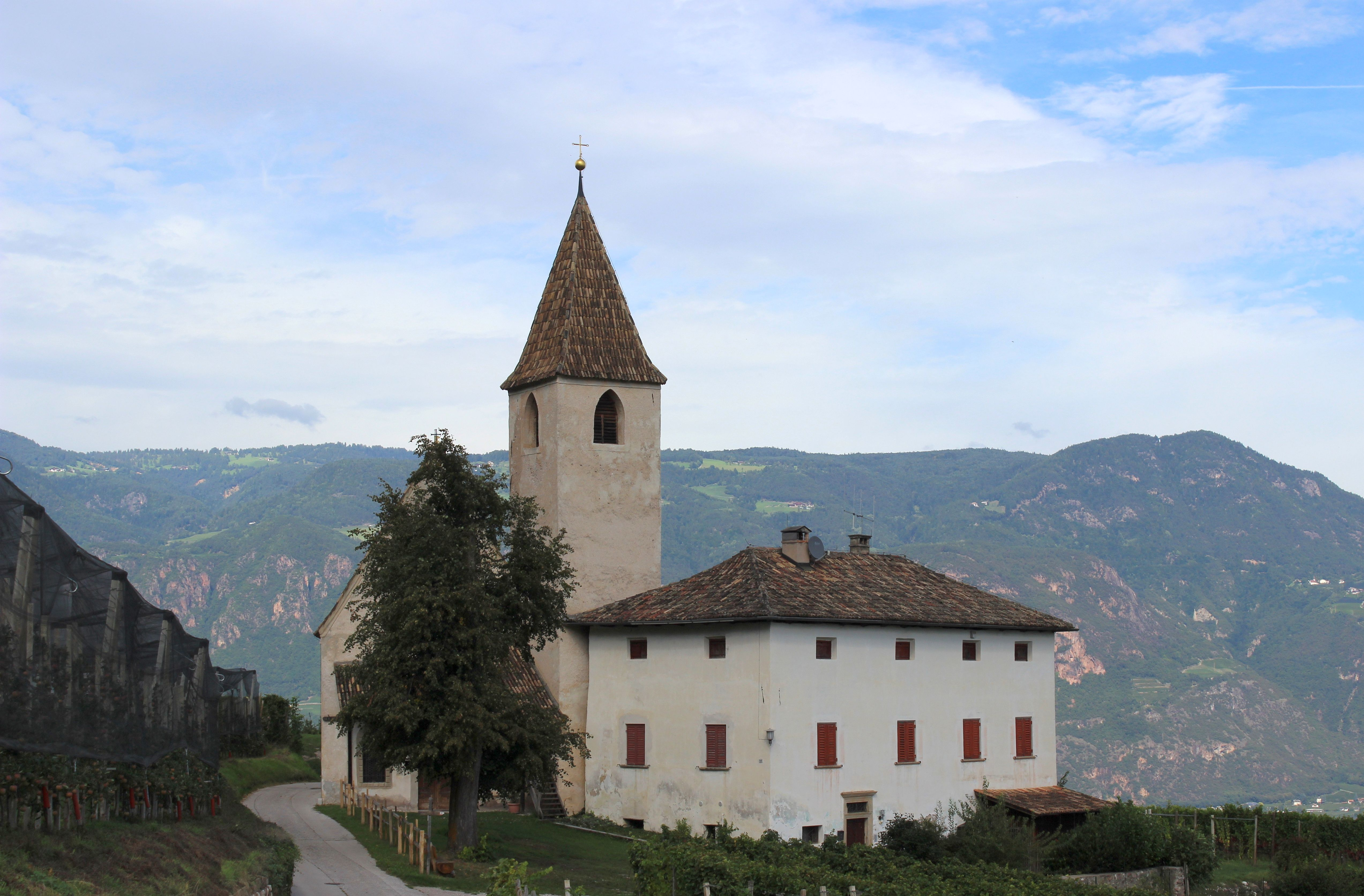
St. Justina in Berg
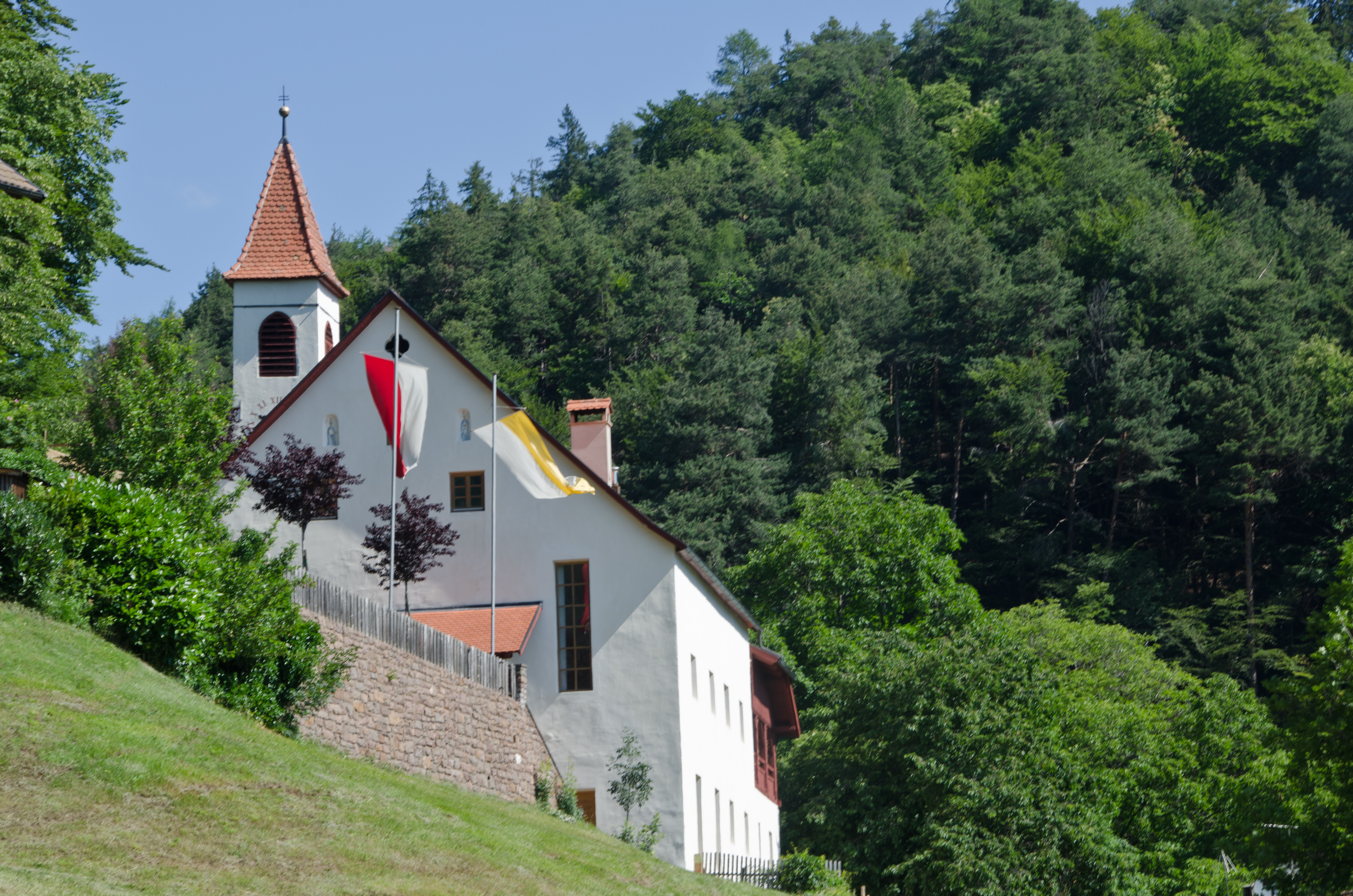
Pfarrkirche Perdonig
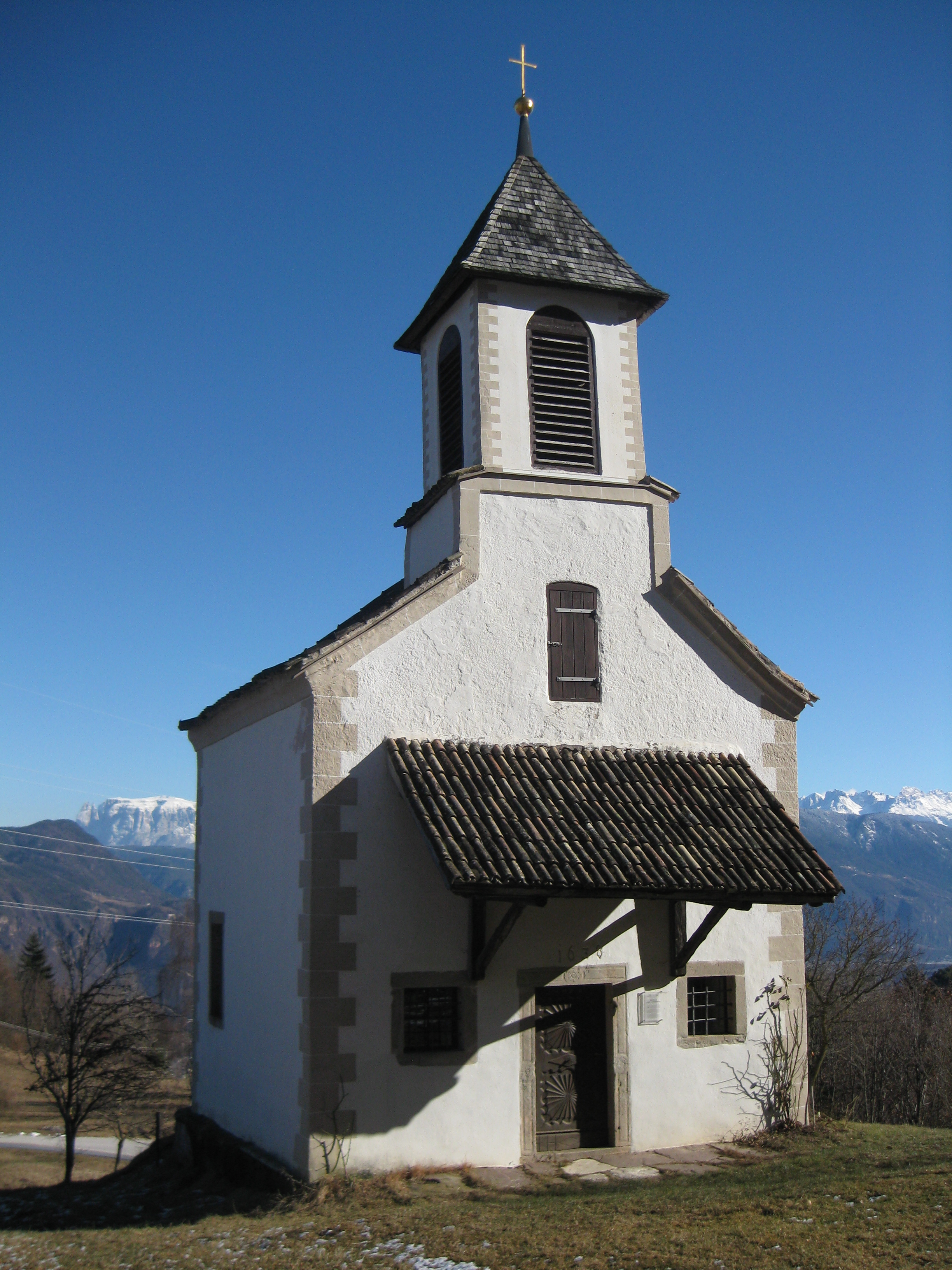
Wallfahrtskirche Vierzehn Nothelfer in Gaid
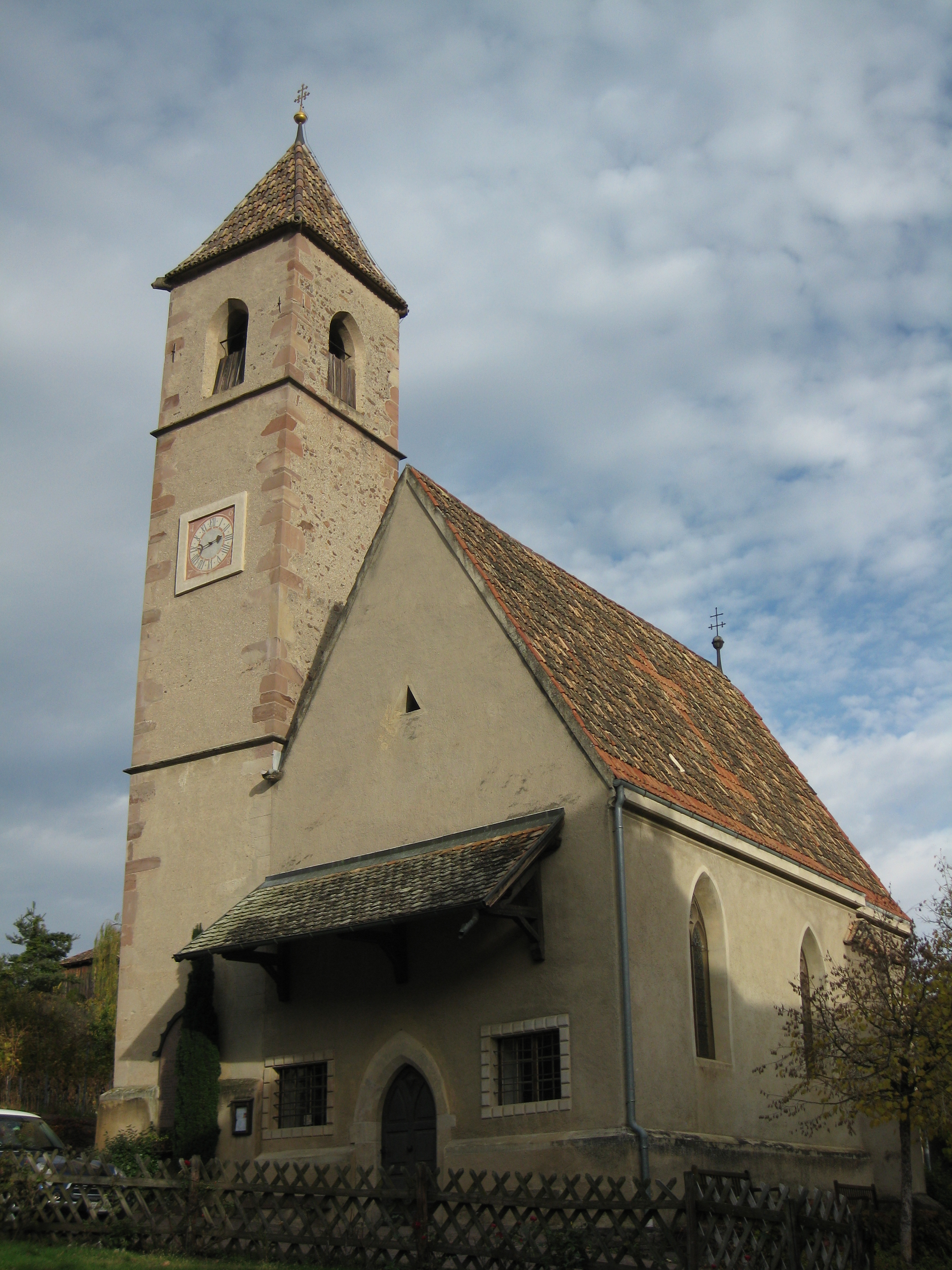
Hl. drei Könige Montiggl
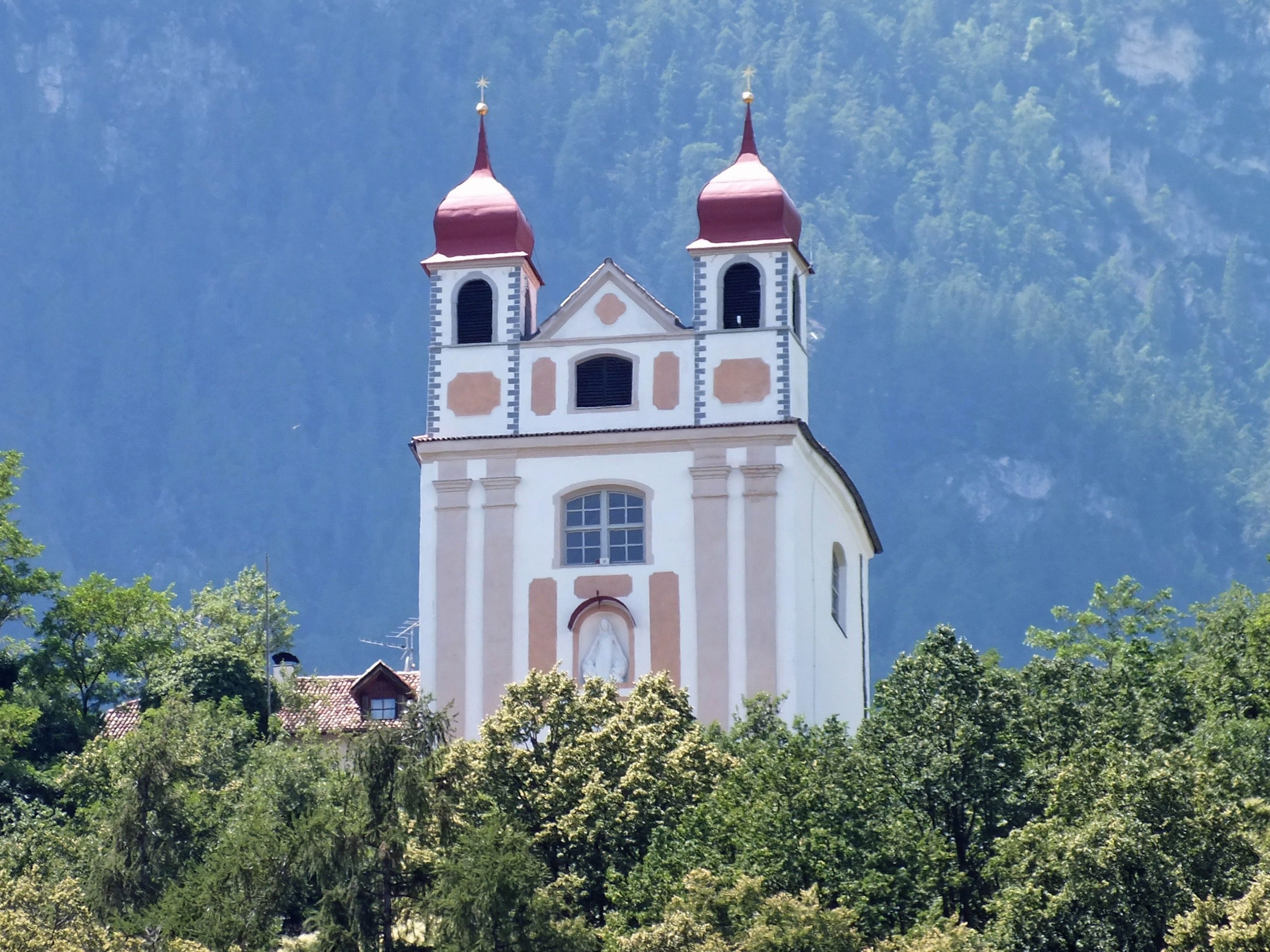
Gleifkirche
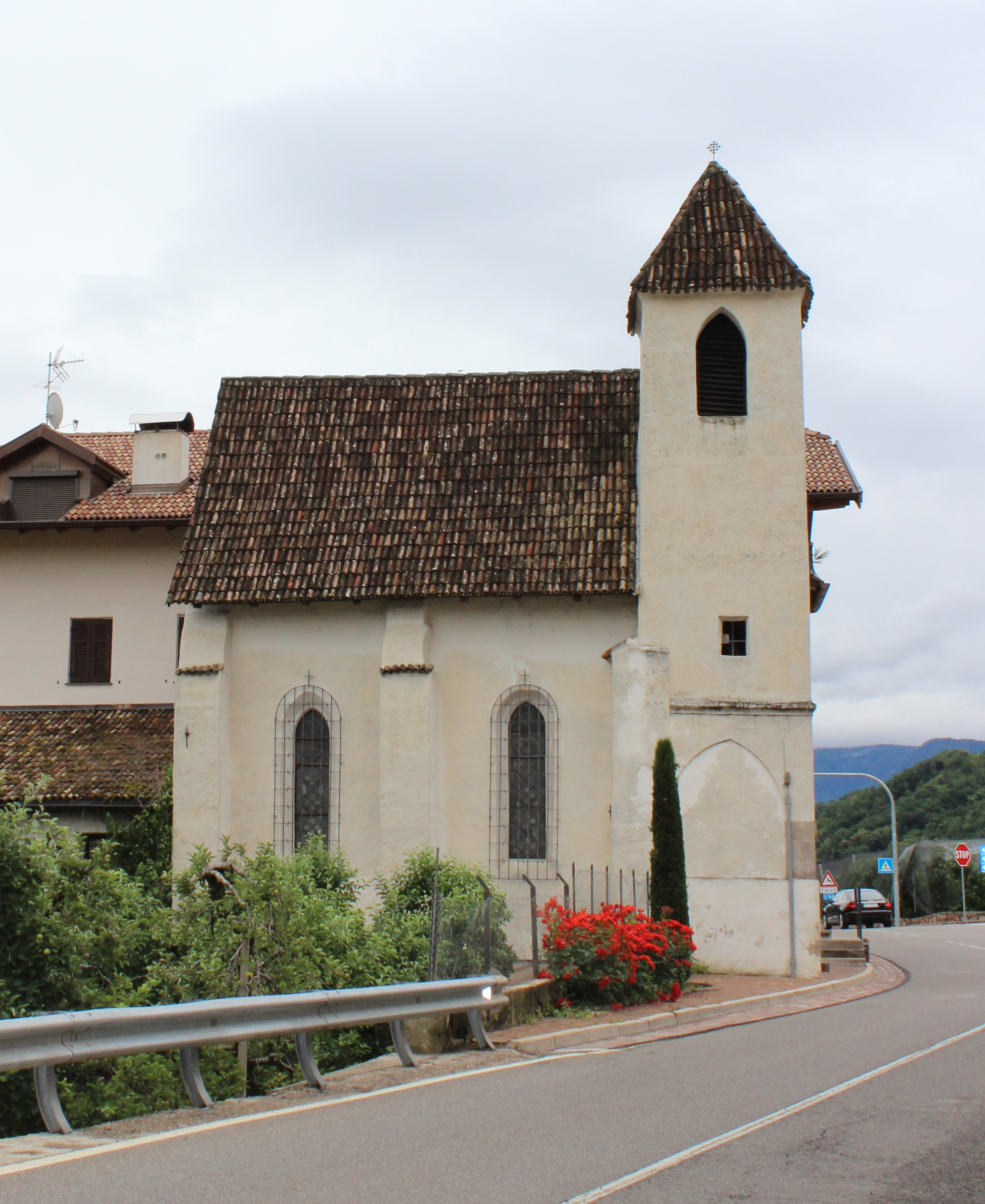
St. Nikolaus in Unterrain
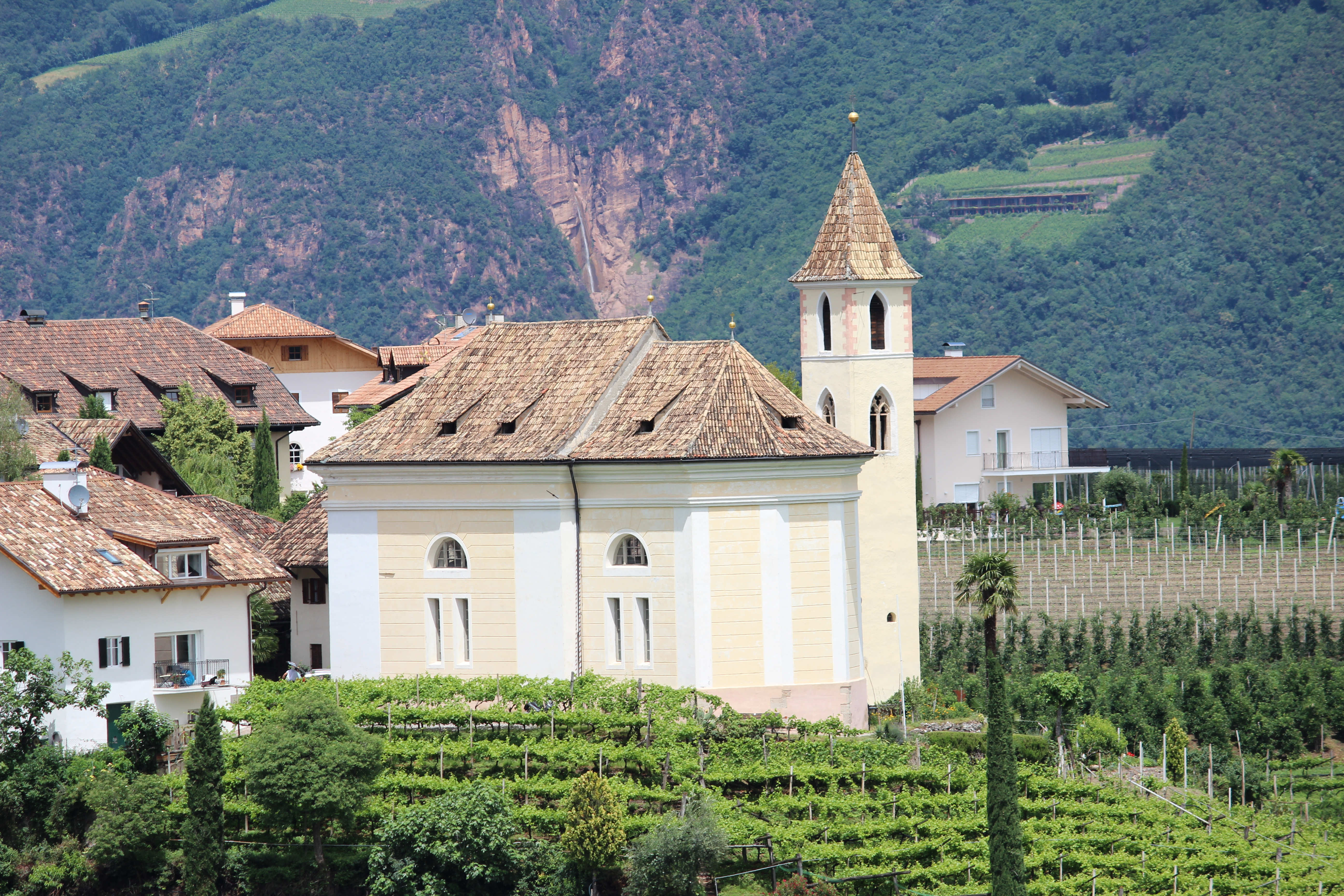
St. Apollonia in Missian
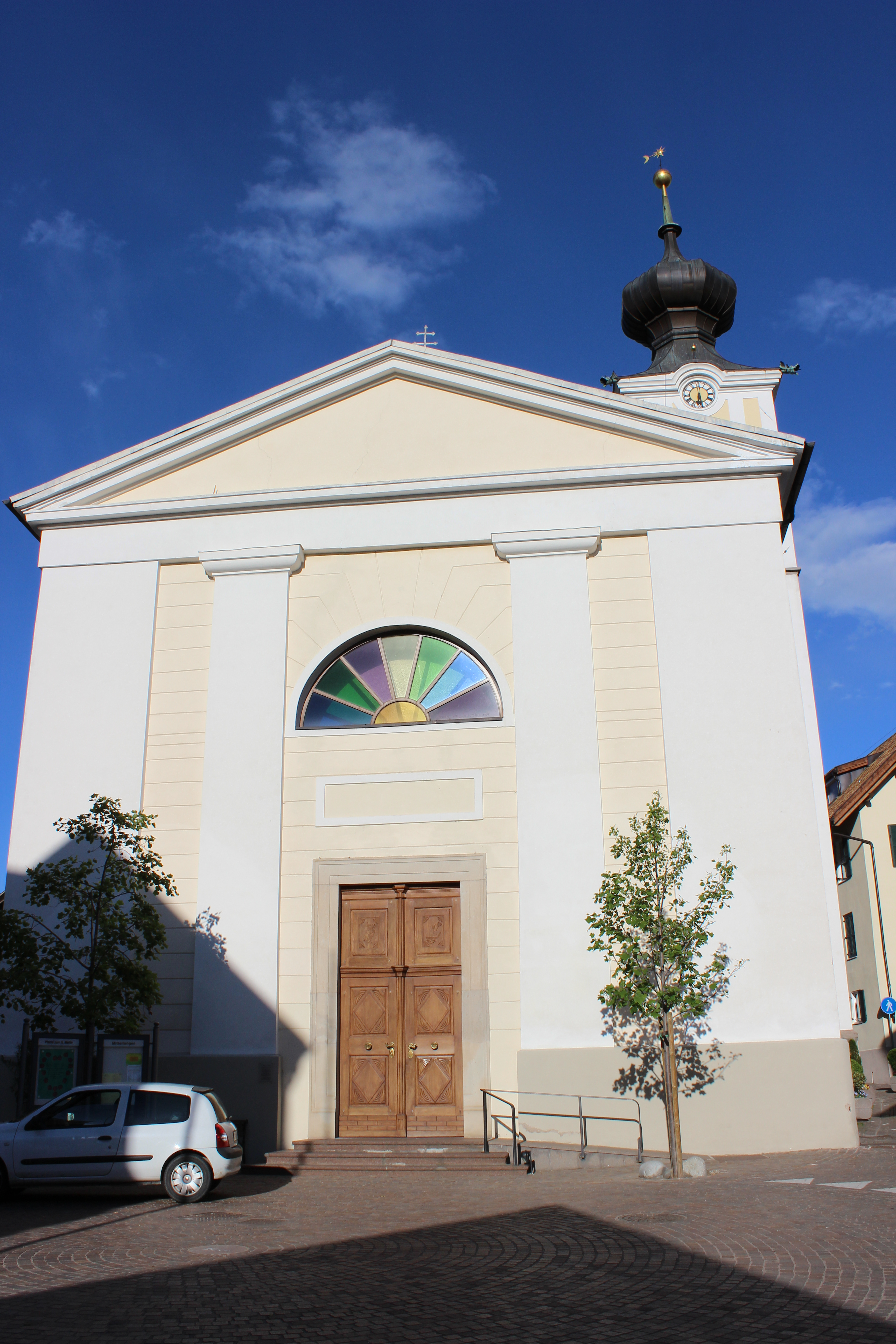
St. Martin in Girlan
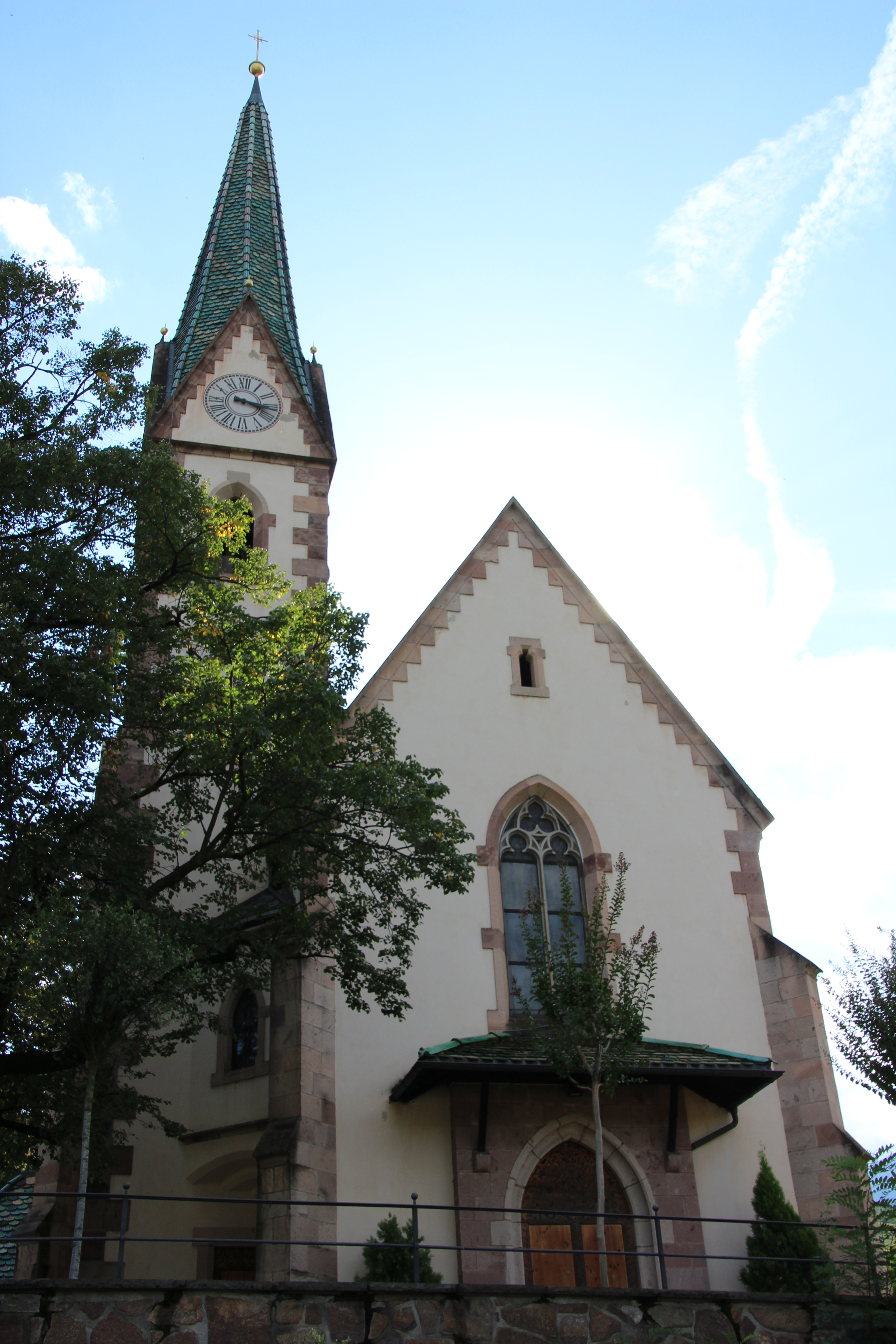
St. Josef in Frangart
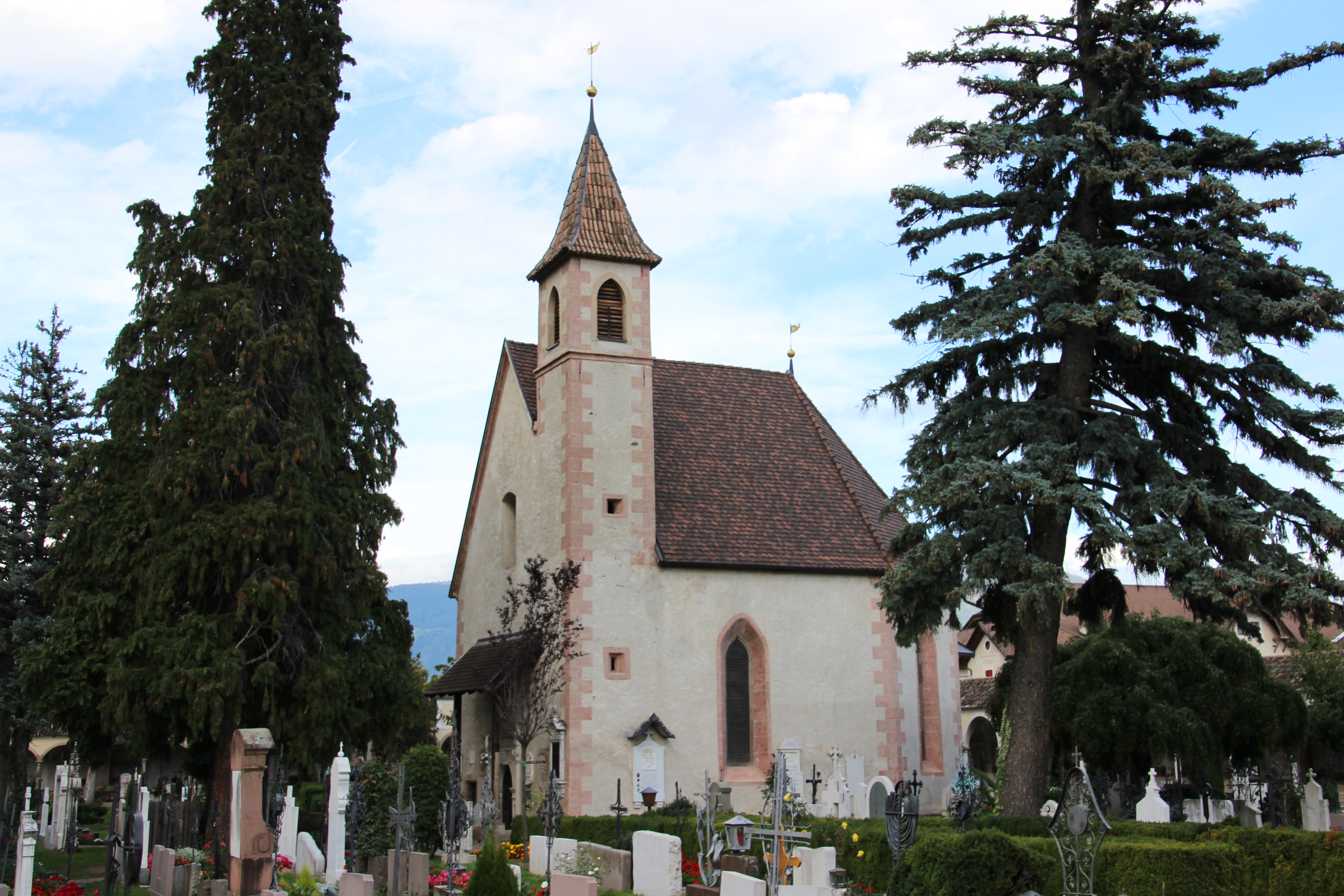
St. Luzia mit Friedhof
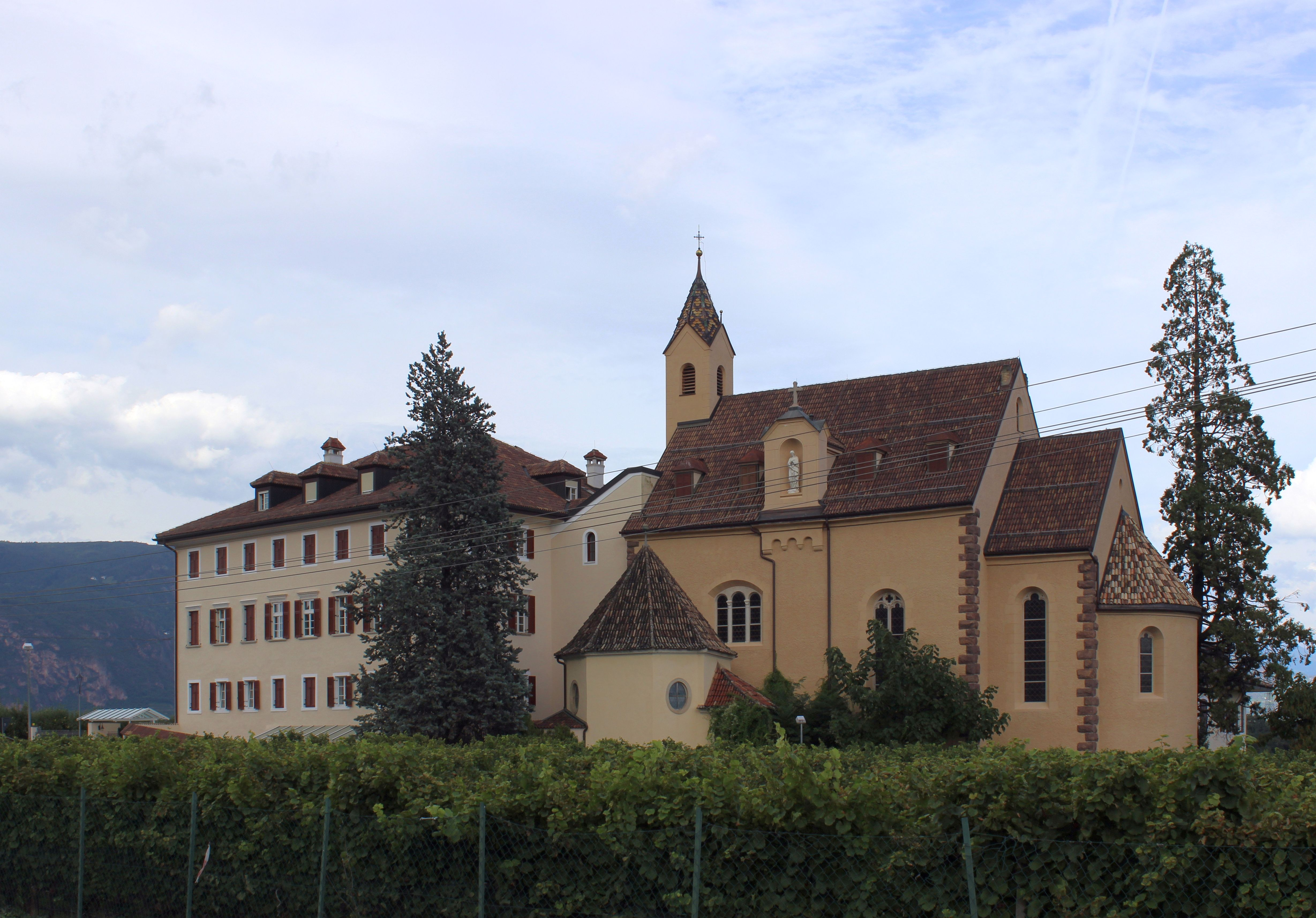
Zisterzienserinnen-Abtei Mariengarten

### Natur
- Großer und Kleiner Montiggler See
- das Frühlingstal bei Montiggl
- die Eppaner Eislöcher

## Wirtschaft

### Tourismus
Eppan verfügt über ca. 90 gastgewerbliche Betriebe und 180 Privatzimmeranbieter mit rund 4000 Betten (ca. 470.000 Gästeübernachtungen im Jahr 2006). Das Gebiet bietet zahlreiche Wandermöglichkeiten (3166 ha Wald) in der Höhenlage von etwa 265 bis 1866 Metern.

### Weinbau
Eppan ist der Mittelpunkt des größten Weinbaugebietes Südtirols und zudem ein fruchtbares Obstanbaugebiet. Auf rund 1.050 ha Anbaufläche werden hier alljährlich weit über 100.000 Hektoliter Wein erzeugt. Über ein Dutzend der Sorten gehört zu den Spitzenweinen Südtirols.

## Bildung
Auf Eppaner Gemeindegebiet gibt es fünf deutschsprachige Grundschulen in St. Michael, St. Pauls, Missian, Frangart und Girlan sowie eine Mittelschule in St. Michael. Die drei erstgenannten Grundschulen bilden dabei einen gemeinsamen Schulsprengel, die zwei letztgenannten und die Mittelschule zusammen einen zweiten Schulsprengel. Zudem besteht in St. Pauls die private Mittelschule „Mariengarten“.
Das italienischsprachige Schulangebot beschränkt sich auf eine Grundschule und eine Mittelschule in St. Michael, die vom in Bozen angesiedelten Schulsprengel Europa 1 verwaltet werden.

## Verkehr
Für den Kraftverkehr ist Eppan in erster Linie durch die SS 42 erschlossen, die hier einen Abschnitt der Südtiroler Weinstraße bildet. Diese ist im Norden des Gemeindegebiets mit der MeBo, einer als Schnellstraße ausgebauten Teilstrecke der SS 38, verknüpft.
Zwischen 1898 und 1974 verband die Überetscher Bahn Eppan mit Bozen. Heute dient die aufgelassene Trasse in weiten Teilen der Radroute 7 „Bozen–Kaltern“.

## Sport
Zu den wichtigsten Eppaner Sportvereinen zählen die Fußballvereine A.F.C. Eppan und A.F.C. St. Pauls, die in der fünfthöchsten italienischen Liga (Oberliga) spielen, der Eishockeyverein HC Eppan Pirates, der das Eisstadion Eppan für seine Heimspiele in der italienischen IHL nützt, sowie der SSV Eppan (Eliteliga-Handball und Ski).
Außerdem gibt es mehrere Fußballplätze. Einer davon, jener in der Sportzone Rungg, diente der deutschen Fußballnationalmannschaft vor der WM 1990, WM 2010 und WM 2018 als Trainingsplatz. Dort befindet sich auch der offizielle Vereinssitz des FC Südtirol.

## Söhne und Töchter
- Egno von Eppan († 1273), Fürstbischof von Brixen und Trient
- Christoph Fuchs von Fuchsberg (1482–1542), österreichischer Militär, kaiserlicher Rat und Bischof von Brixen
- Johann Georg Plazer (1704–1761), Rokokomaler
- Leonhard von Call (1767–1815), Komponist
- Ignaz Dinzl (1833–1897), österreichischer Rechtsanwalt und Politiker
- Tina Kofler (1872–1935), Grafikerin und Malerin
- Theobald Graf Khuen (1879–1954), Politiker, Landrat des Kreises Starnberg
- Friedrich Teßmann (1884–1958), Jurist,  Politiker, Sammler von Tirolensien
- Sepp Kerschbaumer (1913–1964), Südtirolaktivist
- Max Sparer (1886–1968), Künstler
- Josef Mayr (* 1935), Politiker, Mitglied der Landesregierung
- Franz Kössler (* 1951), Journalist
- George McAnthony (1966–2011), Countrymusiker
- Gerti Drassl (* 1978), Schauspielerin
- Eva Lechner (* 1985), Radsportlerin

## Weblinks

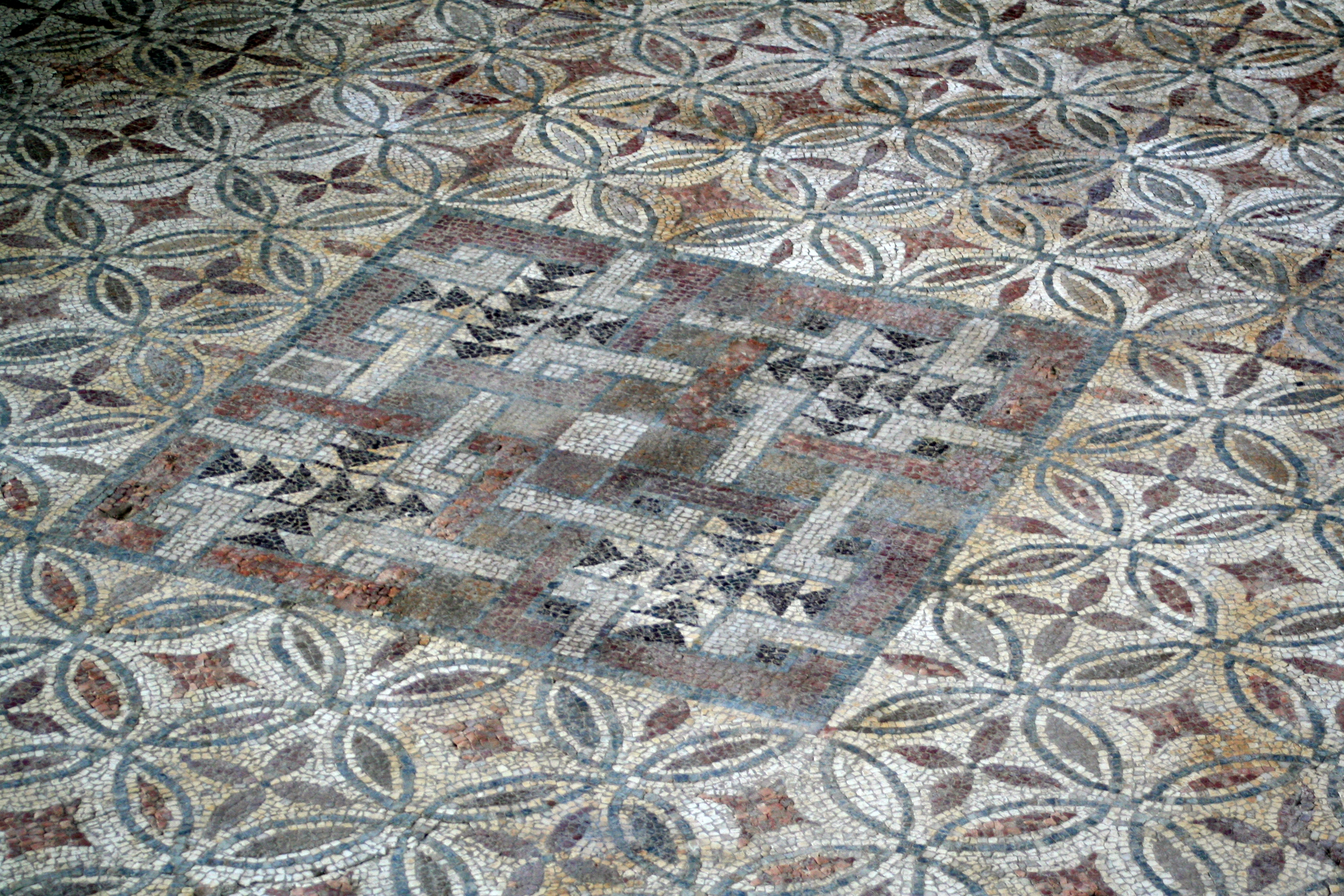
Mosaik in der Römischen Villa in St. Pauls